# 峨眉山と楽山大仏
峨眉山と楽山大仏（がびさんとらくさんだいぶつ）は、中国・四川省にある、ユネスコの世界遺産（複合遺産）に登録された物件。

## 概要
峨眉山は五台山、普陀山、九華山と並ぶ中国四大仏教名山の一つで、中国三大霊山の一つ。後漢時代から仏教寺院が建設され、南宋時代には最盛期を迎えた。同じく四川省にある、713年に始まった楽山大仏も有名であり、場所は離れるが、合わせて登録されることとなった。
またこの地域一帯が聖地とされたことから、大規模な開発がなされず、地域の自然が非常によい状態で保たれた。現在では数種の絶滅危惧種を有し、植物層も豊かであることから、峨眉山の自然的側面も評価され、文化遺産ではなく複合遺産として登録されるに至った。

## 登録基準
この世界遺産は世界遺産登録基準のうち、以下の条件を満たし、登録された（以下の基準は世界遺産センター公表の登録基準からの翻訳、引用である）。
- (4) 人類の歴史上重要な時代を例証する建築様式、建築物群、技術の集積または景観の優れた例。
- (6) 顕著で普遍的な意義を有する出来事、現存する伝統、思想、信仰または芸術的、文学的作品と直接にまたは明白に関連するもの（この基準は他の基準と組み合わせて用いるのが望ましいと世界遺産委員会は考えている）。
- (10) 生物多様性の本来的保全にとって、もっとも重要かつ意義深い自然生息地を含んでいるもの。これには科学上または保全上の観点から、すぐれて普遍的価値を持つ絶滅の恐れのある種の生息地などが含まれる。

座標: 北緯29度32分50秒 東経103度46分09秒 / 北緯29.54722度 東経103.76917度